# Sonny Diablo
Nelson Silva, beter bekend als Sonny D(iablo), Sonny Deluxe, Sonny The Diabolical, (Mr.) Evil Son of kortweg S.D. is een Portugal geboren, Nederlandse MC. Voorheen lid van Committee Gunmen en rapformatie The Most Official.

## Biografie
Geïnspireerd door YO! MTV Raps begint zijn liefde voor hiphop te ontstaan. Na geoefend te hebben bij Fri-Mang-Gron en optredens bij BeatCorner debuteert hij als onderdeel van het Committee Gunmen (een groep met onder meer Postman, E-Life en U-Niq), op het Postmen album "Documents". Gastoptredens op albums van U-Niq, E-Life en enkele complicatie albums volgde. In 2006 vormt hij met de eerder genoemde U-Niq, Mr. Probz, Rowdy, Redlight Boogie en M.D. de rapformatie The Most Official. Na één mixtape valt de groep uit elkaar en gaan Sonny, Rowdy en Mr. Probz verder met hun eigen project genaamd Traumashop.

## Thug By Choice
Na het uiteenvallen van The Most Official werd bekendgemaakt dat Sonny Diablo druk bezig is met zijn debuutalbum getiteld Thug By Choice. Producties zullen afkomstig zijn van het Nederlandse productie team SoulSearchin'. Met mogelijk gastoptredens van Sean Price, U-Niq en Mr. Probz. Er zijn al meer dan 30 nummers opgenomen. Waarschijnlijk wordt het album onder het label Traumashop uitgebracht.

## Traumashop
Na het afsluiten van het hoofdstuk The Most Official begonnen Sonny Diablo en Mr. Probz hun eigen project getiteld Traumashop. Het eerste wapenfeit was een diss naar Redlight Boogie. Hierop volgde losse nummers en een paar snippets. In 2010 gaf Sonny Diablo in een interview tegenover State aan dat hij labelgenoot Mr. Probz had teleurgesteld. Gevreesd werd dan ook dat Sonny Diablo en Mr. Probz gestopt waren met hun gezamenlijke project. In april 2011 maakte Sonny Diablo echter via Twitter bekend weer in de studio bezig te zijn met Mr. Probz.

### Discografie
| Jaar | Nummer                          | Nummer                                          | Album                          | Album             |
| Jaar | Naam                            | met                                             | Naam                           | Album Artiest     |
| ---- | ------------------------------- | ----------------------------------------------- | ------------------------------ | ----------------- |
| 1997 | Anounce the Arrival             |                                                 | Killertape vol. 1              | Redlight Boogie   |
| 1997 | Stop Messing With My Mind       | Replay                                          | New York - Amsterdam           | V.A.              |
| 1998 | Corrosion                       | Postmen & U-Niq                                 | Documents                      | Postmen           |
| 1998 | Cocktales                       | Postmen, E-Life & U-Niq                         | Documents                      | Postmen           |
| 1999 | Startime                        | C.M.G.                                          | 12 inch                        | C.M.G.            |
| 1999 | Gunz & Ammo                     | E-Life, U-Niq, The Anonymous & Rollarocka       | Eleven                         | E-Life            |
| 1999 | TaMiSha                         | E-Life & The Anonymous                          | Eleven                         | E-Life            |
| 1999 | I Used To Cry (Gunmen Remix)    | U-Niq & Postmen                                 | Married To Music               | U-Niq             |
| 1999 | Night Falls                     | U-Niq & Rollarocka                              | Married To Music               | U-Niq             |
| 1999 | From Ground Up                  | U-Niq, The Anonymous, E-Life & Rollarocka       | Married To Music               | U-Niq             |
| 2000 | Divine                          |                                                 | Social Life                    | V.A.              |
| 2001 | Curriculum                      | Postmen, Ganza & E-Life                         | Revival                        | Postmen           |
| 2002 | From Ground Up                  | U-Niq, The Anonymous, E-Life & Rollarocka       | Married To Music               | U-Niq             |
| 2002 | Dingoshit                       | Ganza                                           | Homegrown                      | V.A.              |
| 2002 | The Quest                       |                                                 | Homegrown                      | V.A.              |
| 2002 | Bubblegum                       | E-Life                                          | E=mc²                          | E-Life            |
| 2002 | Come on                         | E-Life & Ganza                                  | E=mc²                          | E-Life            |
| 2003 | 2 Rugged                        | DOX                                             | Rotterdam Redrum               | V.A.              |
| 2005 | Tought You Knew It              |                                                 | The Empire Strikes Back Vol. 1 | V.A.              |
| 2006 | Next Block                      | Redlight Boogie, U-Niq, Mr. Probz, Rowdy & M.D. | The Most Official Mixtape      | The Most Official |
| 2006 | The Hood                        | U-Niq                                           | The Most Official Mixtape      | The Most Official |
| 2006 | Bring 'M Out                    | Mr. Probz & U-Niq                               | The Most Official Mixtape      | The Most Official |
| 2006 | Quiet Storm                     | Mr. Probz, U-Niq, Redlight Boogie & Rowdy       | The Most Official Mixtape      | The Most Official |
| 2006 | Cold World                      | Mr. Probz, U-Niq, Redlight Boogie & Rowdy       | The Most Official Mixtape      | The Most Official |
| 2006 | Like This                       | Mr. Probz, U-Niq, Redlight Boogie & Rowdy       | The Most Official Mixtape      | The Most Official |
| 2006 | Last Dayz                       | M.D. & U-Niq                                    | The Most Official Mixtape      | The Most Official |
| 2006 | Clean The Game Out              | Mr. Probz, U-Niq, Redlight Boogie & Rowdy       | The Most Official Mixtape      | The Most Official |
| 2006 | Club Fight                      |                                                 | The Most Official Mixtape      | The Most Official |
| 2006 | Clean The Game Out              | Mr. Probz, U-Niq, Redlight Boogie & Rowdy       | The Most Official Mixtape      | The Most Official |
| 2006 | I'll Hurt You                   | Redlight Boogie, U-Niq & Mr. Probz              | The Most Official Mixtape      | The Most Official |
| 2007 | Mo' Murda(Redlight Boogie diss) | Rowdy                                           | Traumashop                     | Sonny Diablo      |
| 2007 | Ole                             | Sean Price                                      | Thug By Choice (?)             | Sonny Diablo      |
| 2007 | Tomorrow                        | Mr. Probz & Mojo Swagger                        | Traumashop                     | Sonny Diablo      |
| 2007 | Wise Old Men                    | Mr. Probz                                       | The Treatment (?)              | Mr. Probz         |
| 2007 | What's Next                     | Mr. Probz                                       | Thug By Choice(?)              | Sonny Diablo      |
| 2008 | T.B.C.                          |                                                 | Thug By Choice(?)              | Sonny Diablo      |
| 2008 | Would I                         | Mr. Probz                                       | Thug By Choice(?)              | Sonny Diablo      |